# Sport Clube Brasil Capixaba Ltda
O Sport Clube Brasil Capixaba Ltda, ou simplesmente Sport Capixaba ou ainda Sport-ES, é um clube-empresa de futebol que atualmente representa a cidade de Serra, Estado do Espírito Santo. O clube já representou anteriormente as cidades capixabas de Domingos Martins, Linhares e Colatina.

## História
Fundado em 2013 na cidade de Domingos Martins como Sport Clube Capixaba, estreou disputando o Campeonato Capixaba da Série B de 2014, sagrando-se campeão ao golear o Serra por 5 a 2 no Estádio Robertão na última partida do quadrangular final, garantindo a vaga na Série A em 2015.
Em 2015 mandou os jogos do Capixabão no Estádio Almiro Ofranti em Vargem Alta e no Estádio Salvador Costa em Vitória, o time não fez boa campanha no campeonato, escapando do rebaixamento somente na última rodada. Após a campanha no Capixabão, o clube transfere-se para Linhares e muda o nome para Sport Clube Linharense.
Em 2016 disputa o Campeonato Capixaba, representando a nova cidade. No primeiro jogo do "Tigre" no Capixabão, o time enfrentou o Linhares no novo clássico da cidade, mas acaba perdendo o jogo por 3 a 2 no Estádio Joaquim Calmon.
Em fevereiro de 2016, o clube contratou o veterano atacante Donizete Pantera (ex-Botafogo, Vasco da Gama e Seleção Brasileira), que estava aposentado como jogador desde 2006, quando defendia o Londrina. A contratação do Pantera serviu como uma estratégia de marketing para melhorar as finanças do clube, além de tentar evitar o rebaixamento à Segunda Divisão Capixaba. 
Donizete estreiou na derrota do Sport para o Rio Branco-ES por 1 a 0 em jogo conturbado com gol aos 58 minutos do segundo tempo e não tendo mais chance de classificação para o Hexagonal Semifinal, disputando assim o Quadrangular do Rebaixamento.
No "Quadrangular da Morte", o clube é rebaixado à Série B em 2017 com uma rodada de antecedência.
Em 2017, o Sport Linharense mandou seus jogos na Série B do Campeonato Capixaba no Estádio Sernamby em São Mateus.
O clube termina a competição na quinta colocação e não consegue classificação às semifinais.
No fim de 2017, o clube muda-se para a cidade de Serra e volta a chamar-se Sport Clube Capixaba ou apenas Sport-ES. Na Série B do Capixaba de 2018 mandou seus jogos no Estádio Gil Bernardes em Vila Velha.
Na competição, o Sport não se classifica às semifinais, ficando de fora mais um ano da disputa pelo acesso à Série A.
Na Série B do Capixaba de 2019, o clube manda seus jogos no Estádio Justiniano de Mello e Silva em Colatina, representando a cidade sob o nome fantasia Sport Clube Colatinense. Na estreia é goleado em casa por 3 a 0 para o São Mateus. Na quarta rodada empata em 2 a 2 com o CTE no novo clássico de Colatina. O município volta a ter um clássico após seis anos. Na nona rodada, o Sport Colatinense garante classificação às semifinais com um jogo de antecedência goleando no clássico o ESSE por 4 a 0.  Nas semifinais é eliminado pelo Linhares.
Na Série B do Capixaba de 2020, o Sport-ES retorna para a cidade de Serra mandado seus jogos no Estádio Kleber Andrade em Cariacica. O Sport-ES termina na lanterna da competição com apenas um ponto.
Em 2025, além da disputa do Campeonato Capixaba da Série B, o Sport irá participar da Copa ES.

## Título
| ESTADUAIS | ESTADUAIS                     | ESTADUAIS | ESTADUAIS  |
|           | Competição                    | Títulos   | Temporadas |
| --------- | ----------------------------- | --------- | ---------- |
|           | Campeonato Capixaba - Série B | 1         | 2014*      |

* Título representando a cidade de Domingos Martins.

## Estatísticas

### Participações
|  | Participações em 2025 |

| Competição              | Competição          | Temporadas | Melhor campanha          | Anos                 | P | R |
| Espírito Santo (estado) | Campeonato Capixaba | 2          | 8º colocado (2015)       | 2015-2016            |   | 1 |
| Espírito Santo (estado) | Série B             | 10         | Campeão (2014)           | 2014, 2017-2025      | 1 |   |
| Espírito Santo (estado) | Copa Espírito Santo | 9          | Fase de grupos (9 vezes) | 2016-2019, 2021-2025 |   |   |

## Símbolos

### Escudo
| Evolução do Escudo | Evolução do Escudo | Evolução do Escudo | Evolução do Escudo | Evolução do Escudo | Evolução do Escudo | Evolução do Escudo | Evolução do Escudo | Evolução do Escudo |
| 2013 – 2015        | 2016 – 2017        | 2018 – presente    |                    |                    |                    |                    |                    |                    |
| ------------------ | ------------------ | ------------------ | ------------------ | ------------------ | ------------------ | ------------------ | ------------------ | ------------------ |

### Uniformes

#### Temporada 2020
| Uniforme nº 1 | Uniforme nº 2 |

#### Temporada 2019
| Uniforme nº 1 | Uniforme nº 2 |

#### Temporada 2018
2º semestre
| Uniforme nº 1 | Uniforme nº 2 |

1º semestre
| Uniforme nº 1 | Uniforme nº 2 |

#### Temporada 2017
2º semestre
| Uniforme nº 1 | Uniforme nº 2 |

1º semestre
| Uniforme nº 1 | Uniforme nº 2 |

#### Temporada 2016
| Uniforme nº 1 | Uniforme nº 2 |

#### Temporada 2015
| Uniforme nº 1 | Uniforme nº 2 |